# Eustroma metaria
Eustroma metaria är en fjärilsart som beskrevs av Charles Oberthür 1893. Eustroma metaria ingår i släktet Eustroma och familjen mätare. Inga underarter finns listade i Catalogue of Life.